# جائزة ألبرت أينشتاين للسلام
جائزة ألبرت أينشتاين للسلام هي/كانت جائزة سلام تُمنح سنويًا منذ 1980 من قبل مؤسسة جائزة ألبرت أينشتاين للسلام. يعود تاريخ المؤسسة إلى عام 1979، الذكرى المئوية لميلاد ألبرت أينشتاين، وتستحضر بيان راسل-أينشتاين الذي يحث على نزع السلاح النووي. تأسست، برعاية أمناء ملكية أينشتاين، من قبل ويليام سوارتز (1912-1987) وهو رجل أعمال ثري وجد الناشط آرون سوارتز. شارك ويليام سوارتز في مؤتمر باجواش للعلوم والشؤون الدولية وأنشأ المؤسسة جزئيًا لدعم باجواش. الفائزون بالجوائز، الناشطون بشكل أساسي في نزع السلاح النووي، كان يتلقى الفائز جائزة بمقدار 50000 دولار.

## الفائزون
| السنة | الفائز                                   | ملاحظات | المرجع               |
| ----- | ---------------------------------------- | --- | -------------------- |
| 1980  | ألفا ميردال                              | "من أجل إصرارها الصريح على تحرك القوى العظمى للسيطرة على تنافسها النووي ولإسهاماتها الرئيسية في تحقيق معاهدة الحظر الجزئي للتجارب النووية لعام 1963، ومعاهدة الحد من انتشار الأسلحة النووية لعام 1969، والاتفاقيات التي تحظر نشر الأسلحة النووية في قاع البحار وفي الفضاء." | [ 8 ] [ 9 ]          |
| 1981  | جورج كينان                               | "لجهوده المستمرة لتخفيف التوتر بين الولايات المتحدة والاتحاد السوفيتي والعالم بشكل عام". لم يكن كينان قد سمع بالجائزة عندما علم أنه فاز بها. حضر مراسم تكريمه أعضاء من إدارة ريغان وأناتولي دوبرينين.                                                                       | [ 10 ] [ 11 ] [ 12 ] |
| 1982  | ماكجورج بندي روبرت ماكنامارا جيرارد سميث | جائزة مشتركة لمعارضة الضربات النووية الاستباقية | [ 6 ] [ 13 ] [ 14 ]  |
| 1983  | جوزيف برناردين                           | من جانبه في صياغة الخطاب الرعوي لأساقفة الولايات المتحدة الداعي إلى اتفاقيات أسلحة جديدة | [ 15 ]               |
| 1984  | بيير ترودو                               | للعمل على تعزيز نزع السلاح | [ 16 ] [ 17 ]        |
| 1985  | ويلي براندت                              | | [ 18 ]               |
| 1986  | أولوف بالمه                              | مُنحت بعد وفاتها "لجهود واسعة النطاق من أجل السلام" | [ 19 ]               |
| 1988  | أندريه ساخاروف                           | | [ 20 ]               |
| 1990  | ميخائيل غورباتشوف                        | | [ 21 ]               |
| 1992  | جوزيف روتبلت هانز بيته                   | مُنحت في مؤتمر بمناسبة الذكرى الخمسين لتأسيس شيكاغو بايل -1 | [ 22 ] [ 23 ]        |